# Ẕofar
Ẕofar (hebreiska: צופר) är en ort i Israel.   Den ligger i distriktet Södra distriktet, i den södra delen av landet. Antalet invånare är 300.
Terrängen runt Ẕofar är platt åt sydost, men åt nordväst är den kuperad. Runt Ẕofar är det ganska glesbefolkat, med 21 invånare per kvadratkilometer. Närmaste större samhälle är ‘En Yahav, 12,2 km norr om Ẕofar. Trakten runt Ẕofar är ofruktbar med lite eller ingen växtlighet.